# 平野丸
平野丸（ひらのまる）は、1908年（明治41年）に進水・竣工した日本の貨客船。日本郵船の欧州航路用として運航されたが、第一次世界大戦中の1918年（大正7年）10月、ドイツ帝国海軍の潜水艦（Uボート）によりイギリス近海で撃沈され、第一次世界大戦中の日本商船では最多となる210人の死者を出した。

## 建造
日本郵船は、1896年（明治29年）に、横浜港とロンドンをスエズ運河経由で結ぶ欧州定期航路の運航を開始した。当初の使用船は中古貨客船「土佐丸」（5402総トン）であったが、すぐに初代「常陸丸」など6000総トン・速力14ノットの新造船13隻を投入した。日露戦争での喪失船補充のための2代目「常陸丸」と「丹後丸」を建造後、欧州定期航路の刷新のため新たに計画されたのが、「平野丸」を含む「賀茂丸」級の8000総トン・速力15ノット級貨客船6隻である。同時期の大西洋航路では2万トンを超える大型客船が就航しつつあったが、相対的に貿易・交通量の少ない極東-欧州間の航路ではより小型の船型が適切であり、日本郵船は段階的に船型を大型化する方針を採った。
1906年（明治39年）に「平野丸」は長崎市の三菱合資会社三菱造船所で起工され、1908年（明治41年）に進水・竣工した。試運転の際に喫水計測中の小舟をスクリューに巻き込んでしまい、作業員1名死亡・1名重傷の事故を起こしている。船名は平野神社に由来し、同型船も「加茂丸」「三島丸」「宮崎丸」「熱田丸」「北野丸」の全船が神社にちなんだ船名が付けられた。なお、神社にちなんだ船名という命名方式は、「香取丸」型や「諏訪丸」型など以後の日本郵船の欧州航路貨客船に踏襲されている。

## 運用
1908年（明治41年）12月に竣工した「平野丸」は、日本とロンドンを結ぶ欧州定期航路に就航した。「平野丸」は多数の旅客を輸送し、与謝野晶子も1912年（大正元年）にフランスから日本に帰国する際に「平野丸」に乗船して船上で詠んだ短歌を残している。
1914年（大正3年）7月に第一次世界大戦が勃発し、翌月に日本が連合国陣営で参戦すると、日本商船もドイツ帝国海軍の潜水艦（Uボート）や仮装巡洋艦などによる通商破壊の攻撃対象になる危険が生じたが、日本郵船は軍需輸送や日本の輸出拡大の好機と判断し、国家に対する責任から欧州航路の運航を継続した。1915年（大正4年）12月21日に新鋭貨客船「八坂丸」が地中海でUボートに撃沈されたことを受け、同年末以降、日本郵船はスエズ運河から地中海を経由する航路を、喜望峰経由の迂回航路に切り替えた。1917年（大正6年）1月にドイツが無制限潜水艦作戦を宣言すると、欧州航路の日本商船は海軍省監督下で自衛用火砲を順次搭載し、迷彩塗装が施され、同年8月以降は危険海域を通過する際には連合国軍艦艇の護衛を受けることになった。それでも同年5月には「平野丸」の姉妹船である「宮崎丸」がUボートに撃沈されて8人死亡、同年9月に貨客船「常陸丸」がドイツ仮装巡洋艦に撃沈されて16人死亡など被害が続いた。日本郵船は優秀船の保護を図り、逓信省の許可を得て同年9月以降に「伏見丸」など6隻を安全な北米航路に順次転用し、「北野丸」を豪州航路の「安芸丸」と交代させたが、「平野丸」は引き続き欧州航路に配船されていた。この間、イギリスの船舶不足のため、ブルー・ファンネル・ライン（青筒線）が独占していた極東とリヴァプールを結ぶ航路に日本郵船の参入が認められ、1917年5月からケープタウン経由で運航が始まっている。
大戦末期の1918年（大正7年）10月1日、「平野丸」は、輸送船16隻から成る護送船団に加入して、アメリカ海軍の駆逐艦「スタレット」の護衛の下、リヴァプールから日本への復航に出航した。10月4日午前5時15分にアイルランド南方沖130km北緯51度12分 西経7度0分 / 北緯51.200度 西経7.000度付近を日本への経由地であるケープタウンに向けて航行中、「平野丸」はUボートによる攻撃を受け、右舷2番船倉と右舷中央機関室に魚雷計2発が命中して、7分後に沈没した。このとき「平野丸」には乗客97人・乗員143人が乗船していたが、「スタレット」に救助された生存者は乗客11人・乗員19人のみで、ヘクトル・フレーザー船長以下210人が死亡した。これは第一次世界大戦中に戦没した日本商船33隻（計135,000総トン）の中で最大の死者数であった。夜間強風下で短時間に沈没したため救命ボートを降ろすことができなかったこと、海水温が低かったことが人的被害を大きくした。
第一次世界大戦後、日本郵船は、戦没した「平野丸」などの代船として、欧州航路用に「箱根丸」などH型貨客船3隻（後に「白山丸」を追加して4隻）を建造した。また、日本郵船は、大きな犠牲を払いつつも欧州定期航路を維持した結果、第一次世界大戦の戦後処理で海運アライアンスの欧州同盟における権益を強化することができた。

## 慰霊碑
1919年（大正8年）、日本郵船は、「平野丸」「常陸丸」「宮崎丸」の犠牲者を弔うため、横浜市鶴見区の總持寺の境内に『殉難船員之碑』と題する慰霊碑を建立した。1923年（大正12年）の関東大震災で倒壊したが、1927年（昭和2年）に再建され、「平野丸」が沈没した10月4日に慰霊祭が行われた。
また、同じ總持寺には、日本郵船の調理要員の労働組合である郵司同友会が建立した『欧州戦乱殉難会員之碑』も建っている。
「平野丸」沈没後、近くのウェールズ南部の海岸には「平野丸」乗船者達の遺体が流れ着いた。ウェールズのアングル（Angle）にあるセント・メリーズ教会（St Mary’s Church）には、手厚く葬られた後犠牲者を悼む木製の慰霊碑（墓標）が立てられていたが、朽ち果ててしまった。このため地元住民が同じ場所に再建を計画。新しい慰霊碑は、沈没からちょうど100年となる2018年（平成30年）10月4日に除幕式が行われた。